# Apalonia confundibilis
Apalonia confundibilis (лат.) — вид жуков-стафилинид рода Apalonia из подсемейства Aleocharinae. Французская Гвиана.

## Описание
Мелкие коротконадкрылые жуки. Длина тела 2,4 мм. Тело блестящее и коричневое; коричневые усики с двумя базальными антенномерами и основанием третьего жёлто-коричневыми; жёлтые ноги со средними и задними бёдрами, окрашенными в красновато-коричневый цвет. Глаза при виде сверху короче заглазничной области. Второй антенномер короче первого. Очень поверхностная сетчатость головы и переднеспинки. Зернистость головы очень слабая, зернистость переднеспинки и надкрылий не видна, зернистость брюшка состоит из продольных гранул, присутствующих только на заднем крае каждого тергита. Этимология: название нового вида говорит, что его можно спутать с другим видом: с A. satan из-за того же цвета голеней.  Формула лапок 4-5-5. Голова с отчетливой шеей. Максиллярные щупики состоят из 4 члеников, а лабиальные щупики из 3 сегментов.
Вид был впервые описан в 2015 году итальянским энтомологом Роберто Пейсом (Roberto Pace; 1935—2017) по материалам из Южной Америки (Французская Гвиана).